# Kasteel Ten Bieze
Het Kasteel Ten Bieze of Kasteel van Beerlegem is een  kasteel in de stijl van de rococoënde barok met een park en bos van 60 hectare op het grondgebied van Beerlegem, een deelgemeente van Zwalm in de provincie Oost-Vlaanderen in België. Het huidige kasteel werd rond 1730 gebouwd in de Munkbosbeekvallei op dezelfde plaats als het vroegere kasteel van de heren van Beerlegem, dat voor het eerst vermeld wordt onder heer Diederik van Beerlegem in 1096. In 1680 (na de plundering van hun kasteel 'Ter Saelen' in Destelbergen door de troepen van Lodewijk XIV) kocht Lupus Maria (of Lopez) Rodriguez d'Evora y Vega de heerlijkheid met het kasteel van Beerlegem.

## Details/architectuur
Het kasteel is een rechthoekig gebouw met aan de voor- en achterkant een trap die uitkomt bij een in het midden gelegen deur. Boven de middenpartij met drie traveeën bevinden zich aan elke kant frontons met elf traveeën met het gebeeldhouwde wapenschild van de markies van Rode. Tussen 1862 en 1867 werden twee zijvleugels van één travee aan het gebouw toegevoegd. De Onze-Lieve-Vrouwekapel draagt het wapenschild van de heren van Rode. Voor het kasteel ligt het neerhof, twee langgerekte gebouwen van elf traveeën uit 1773-1783 die aan de oost- en westkant de toegang vormen tot het kasteel. Bij de ingang van het kasteel ligt een ijskelder uit 1843. 
Op de westelijke hoek van het kasteelplein staat sinds 1969 de schandpaal van Beerlegem uit Balegemse steen, die tijdens de Franse Revolutie werd verborgen en later werd teruggeplaatst op een eilandje ten noordwesten van het kasteel. Op de zuidelijke hoek van het kasteelplein staat de schandpaal uit grijze hardsteen van de heerlijkheid Welle-Schelderode (een gehurkte leeuw met een wapenschild). Op de oostelijke hoek van het kasteelplein staat de schandpaal van de heerlijkheid Gontrode, een gehurkte leeuw met een wapenschild omgeven door een mantel. Op de noordelijke hoek van het kasteelplein staat de schandpaal van de heerlijkheid Oosterzele (een gehurkte leeuw met een wapenschild). 
Het monumentale smeedijzeren hek werd geplaatst in 1861. Het kasteel wordt omgeven door een parkgebied deels in Engelse en deels in Franse stijl een dicht bos vol oude beuken en eiken. In het domein ligt een visrijke vijver. Die vijver en de slotgrachten worden gevoed door de Munkbosbeek die door het bos stroomt en door een dertiental bronnen. In het kasteelbos met dreven van eik en tamme kastanje bevindt zich het gebouw 'De Kluize' en de bron 'Het Wijnhuizeke'. Voor het kasteel staat een libanonceder die volgens de legende door Jan Zonder Vrees zou zijn meegebracht van de laatste kruistocht uit het Heilig Land. De boom dateert volgens dendrologisch onderzoek van rond 1400. Het domein is eigendom van de Graaf d'Ursel de Bousies, een afstammeling van de vroegere eigenaren, de markiezen van Rode uit de familie Rodriguez d'Evora y Vega. Het kasteeldomein is niet toegankelijk voor het publiek.
Op het domein is een voor Europa uniek wisterium aangelegd, een tuin met talloze variëteiten blauweregen.
Het huidige kasteel van Beerlegem wordt bewoond door Hubert d'Ursel de Boussies.

## Afbeeldingen

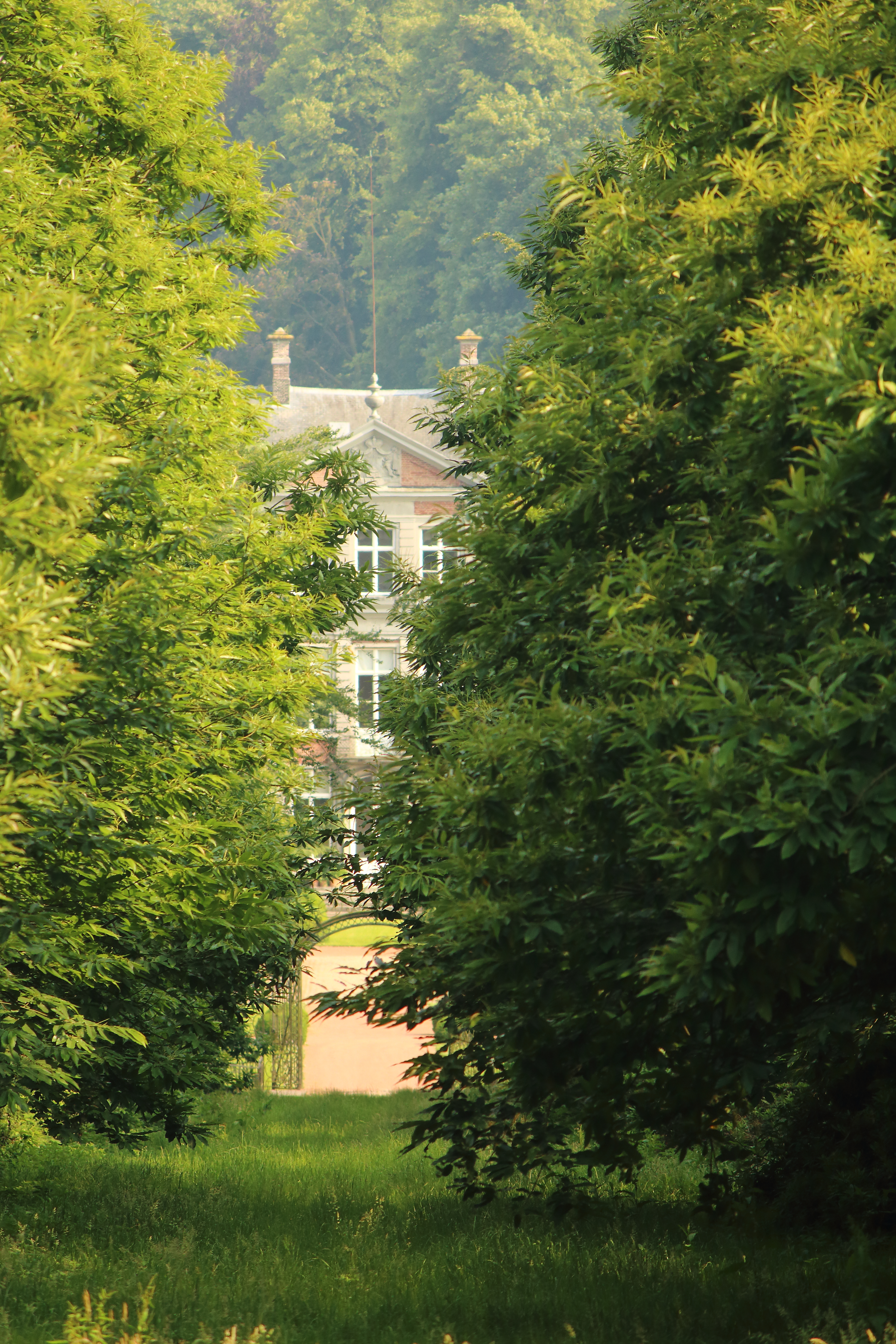
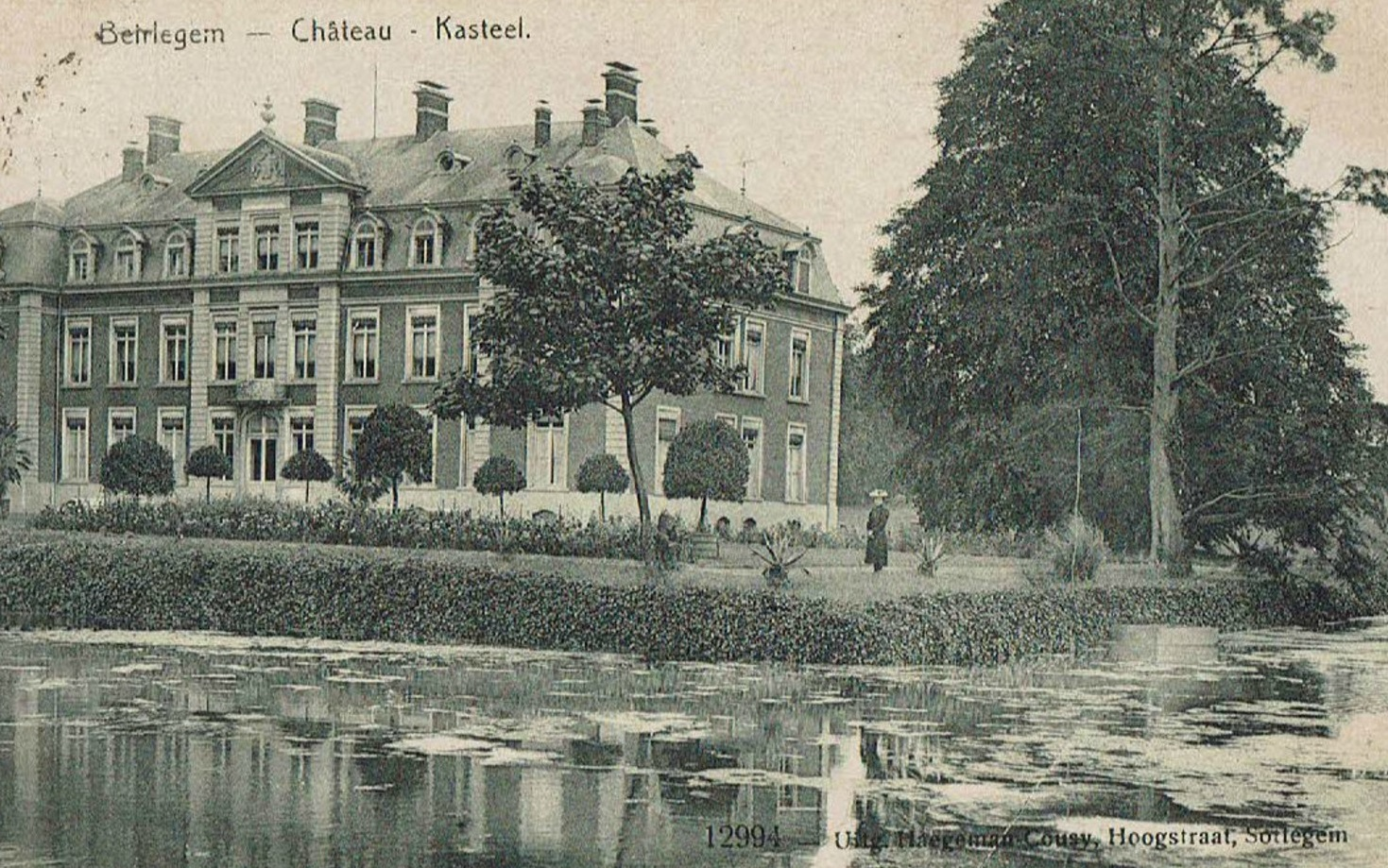
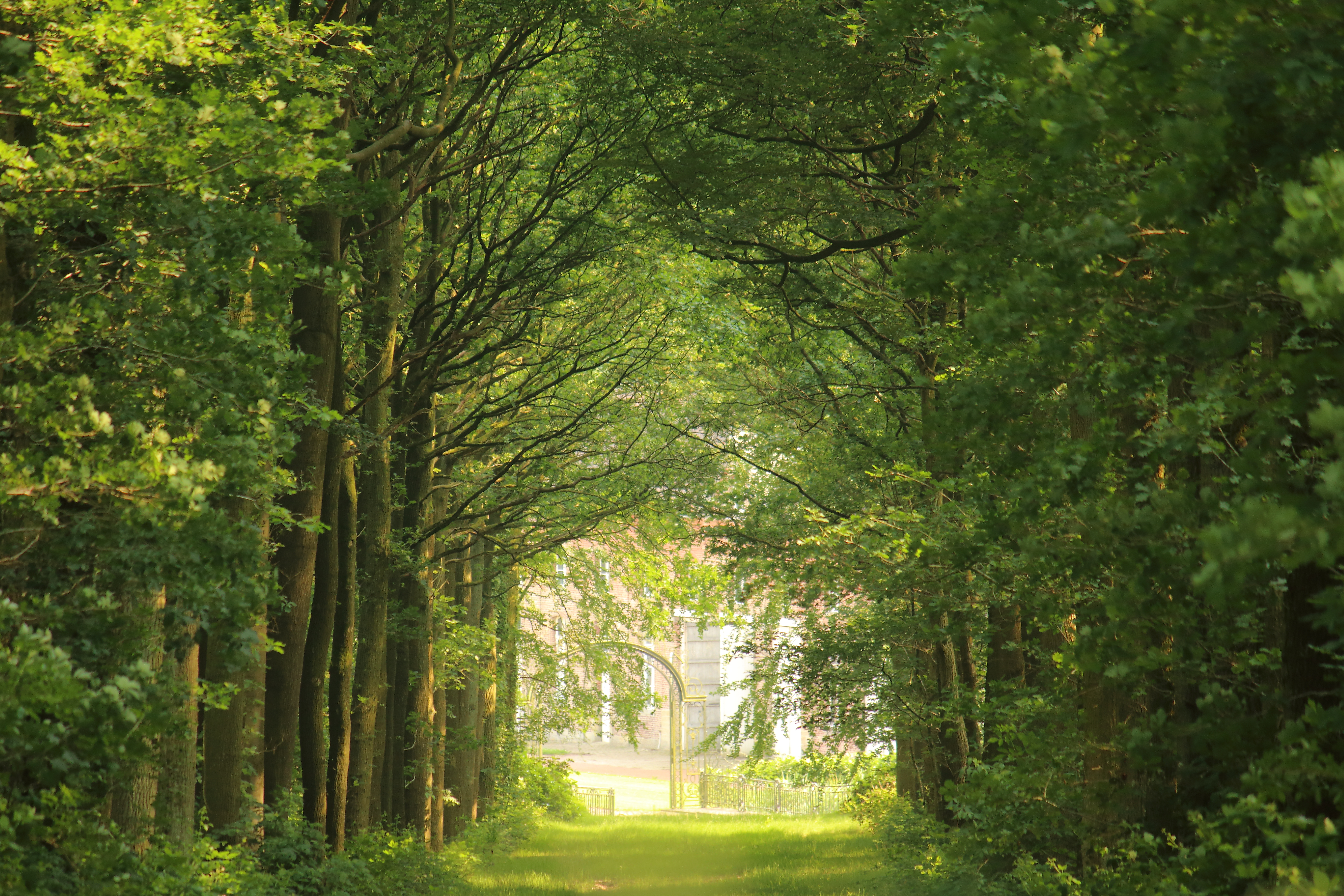
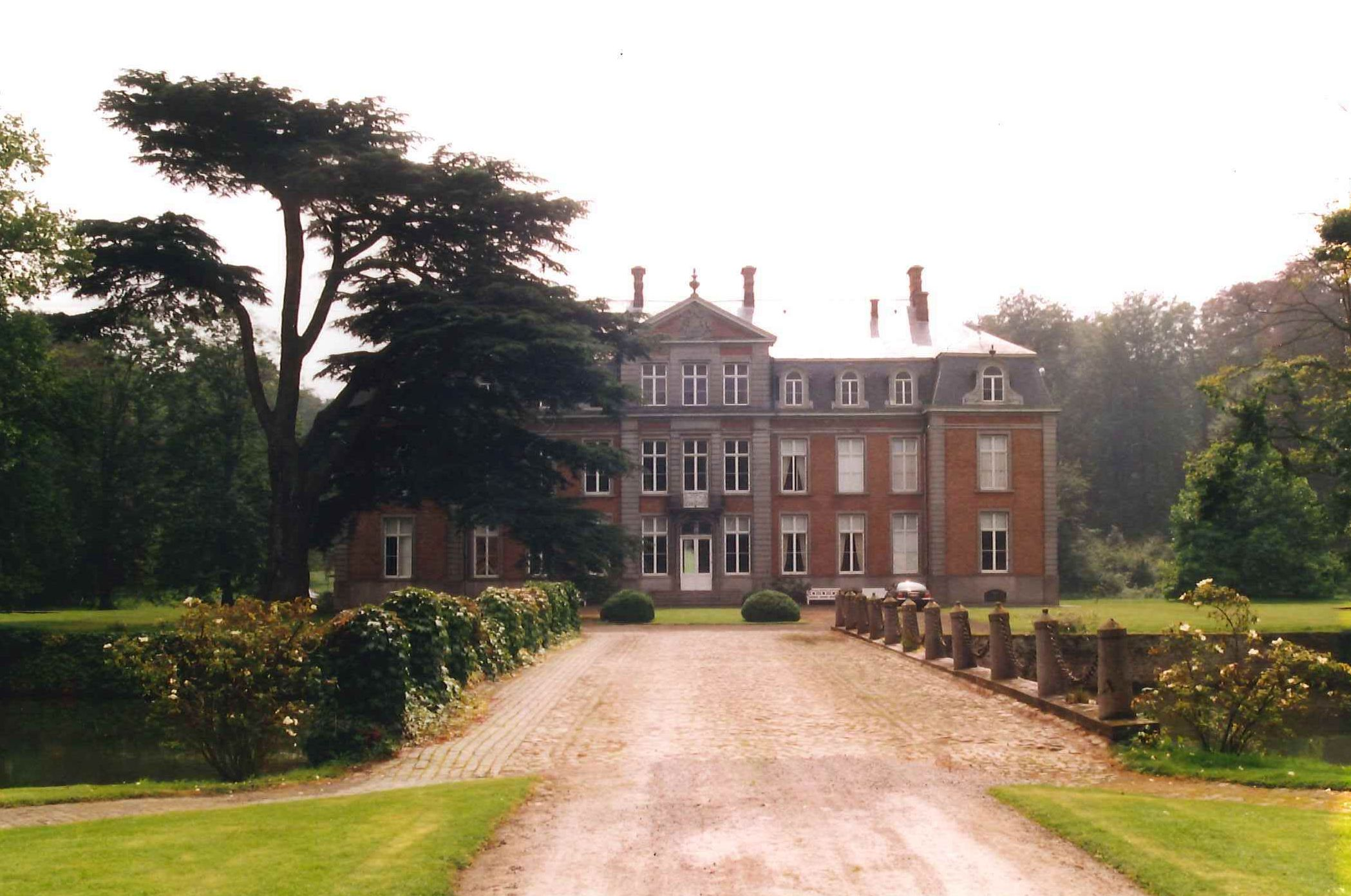
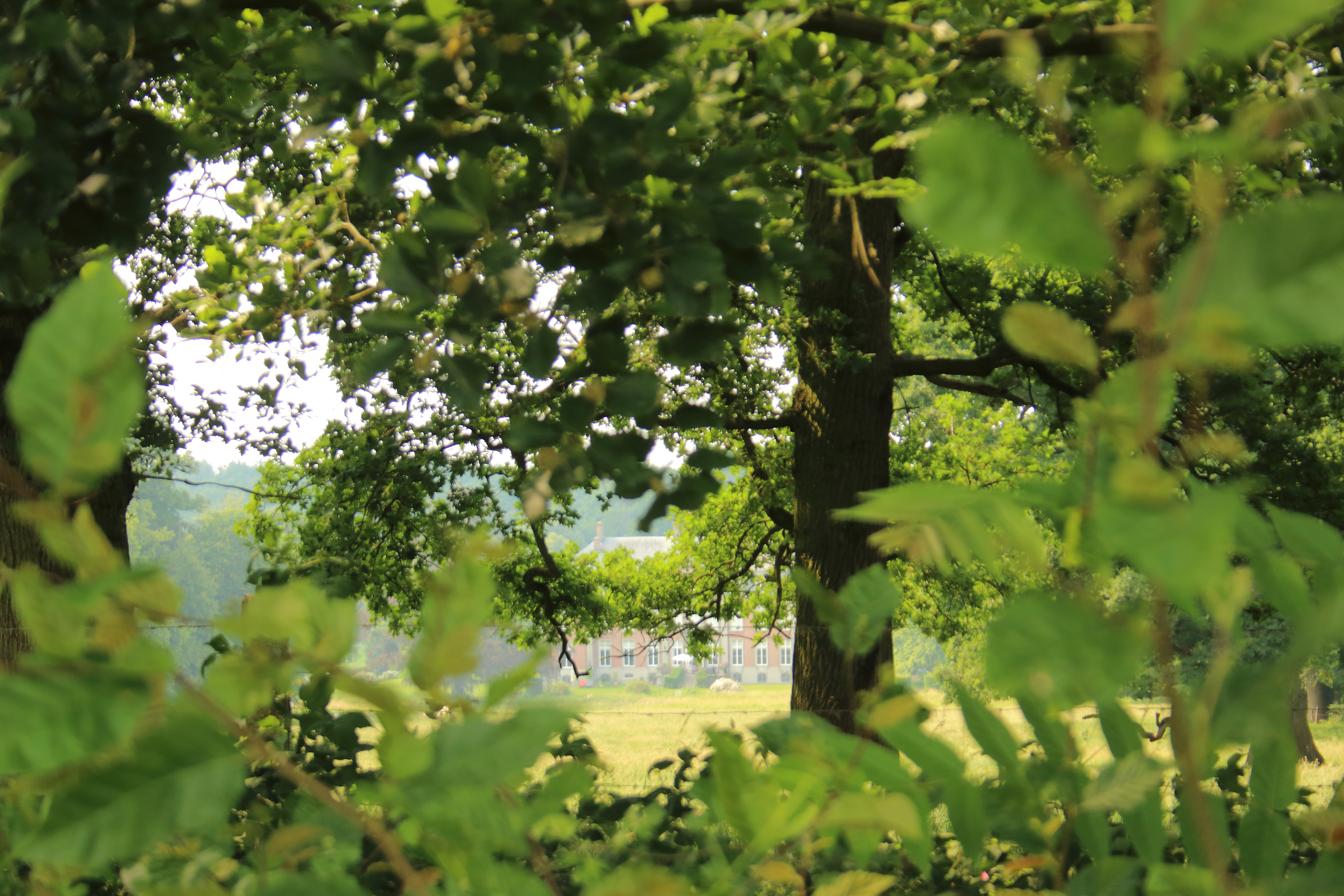
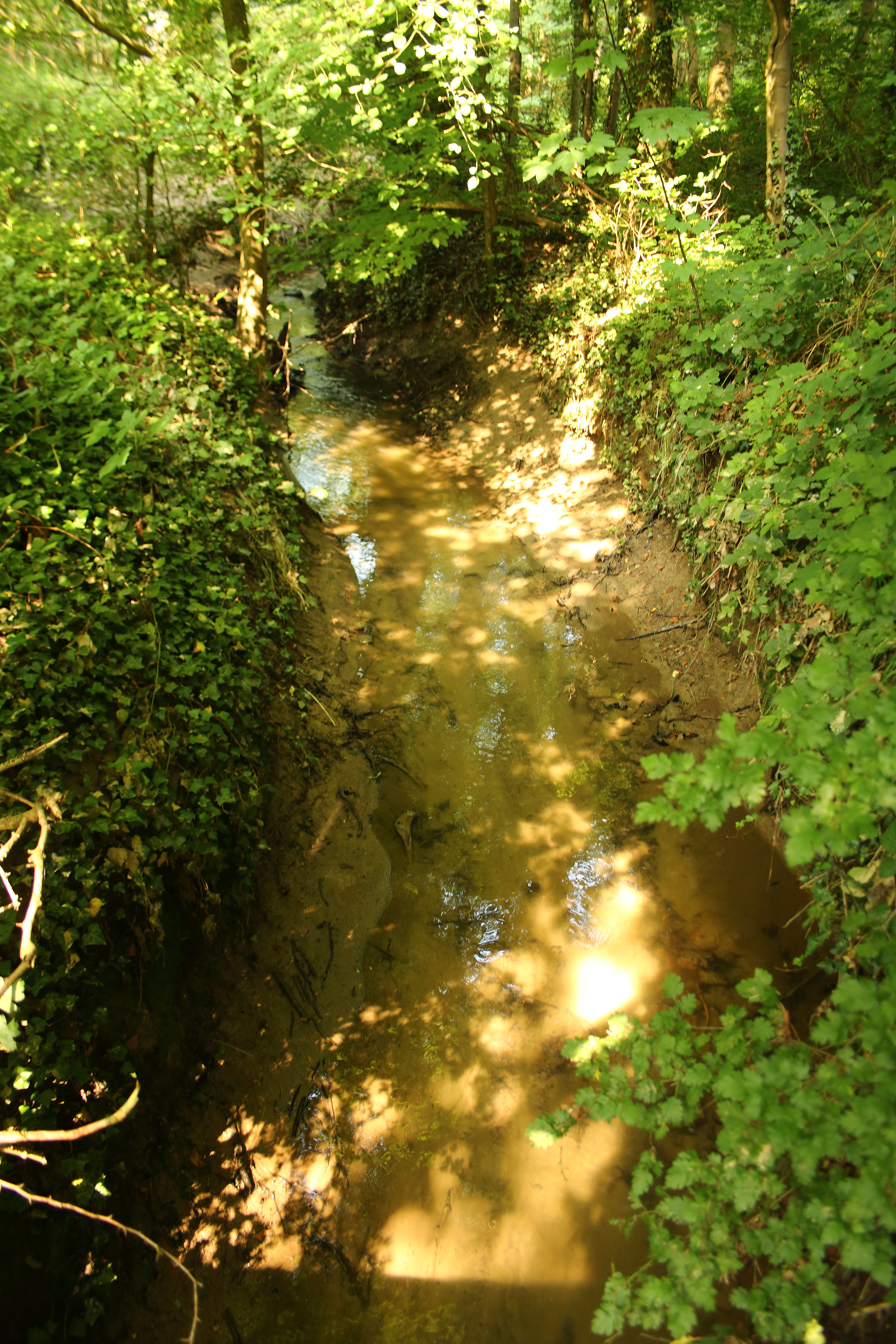
de Munkbosbeek in het kasteelbos